# Думбрава (Хунедоара)
Думбрава (рум. Dumbrava) — село у повіті Хунедоара в Румунії. Входить до складу комуни Пестішу-Мік.
Село розташоване на відстані 300 км на північний захід від Бухареста, 12 км на південний захід від Деви, 125 км на південний захід від Клуж-Напоки, 120 км на схід від Тімішоари.

## Населення
За даними перепису населення 2002 року у селі проживали 40 осіб, усі — румуни. Усі жителі села рідною мовою назвали румунську.